# 宫古海峡
宫古海峡（日语：／ Miyako kaikyo */?），又称宫古水道、冲绳-宫古水道、冲绳-宫古公海水道等，是位于台湾岛以东，琉球群岛的冲绳岛及宫古岛之间。距中華民國、中華人民共和國与日本有争议的釣魚臺列嶼（钓鱼岛及其附属岛屿）、黄尾屿、赤尾屿等170海里。海峡宽約145海里，大部分水深在100米以上，宫古海峡连接中国近海和西太平洋，是中国船只到南太平洋岛屿到澳大利亚，及横穿太平洋到中美洲、南美洲等地，经济、便捷海上航道通道。另外，该水道也是美国海军进入中国近海、中国人民解放軍海军穿越第一岛链进入深海的重要航道。

## 自然环境

### 气象
宫古海峡附近水域的常风向为东北向, 次常风向为南向；强风向为南向, 次强风向为东北向。其风向受台风影响。

### 水文
根据1992—2013年的统计, 宫古海峡处的平均波高为1.6~1.8米, 波浪周期为9.5~11秒。